# FavrskovAvisen
FavrskovAvisen var en ugeavis, der blev udgivet i Favrskov Kommune i Østjylland fra 2007 til 2017.

## Historie
Avisen blev etableret i 2007 ved en sammenlægning af Hadsten Avisen og Ugebladet for Hinnerup og Omegn. Begge aviser var blevet opkøbt af Berlingske Lokalaviser i henholdsvis 2001 og 2005, og én af drivkræfterne bag fusionen var kommunalreformen og etableringen af Favrskov Kommune samme år. I 2008 blev også Avisen Thorsø-Faarvang-Ulstrup en del af den nye ugeavis.
I 2015 køber Jysk Fynske Medier en række jyske lokalaviser og regionale dagblade, herunder FavrskovAvisen, af Berlingske Lokalaviser. Avisen har i mange år haft et samarbejde med Århus Stiftstidende og Randers Amtsavis, og har blandt andet delt redaktionslokaler med dem. I 2017 indgik Politikens Lokalaviser og Jysk Fynske Medier en "byttehandel", hvor Politikens Lokalaviser overtog en række østjyske lokalaviser, mens Jysk Fynske Medier overtog aviser i Syd- og Sønderjylland.
Efter opkøbet blev det besluttet, at FavrskovPosten (også ejet af Politikens Lokalaviser) og FavrskovAvisen skulle fusionere til Lokalavisen Favrskov ved årsskiftet 2017/18.

## Oplag
Oplagstal baseret på Danske Mediers oplagstal.
- 2014: 26.110
- 2015: 25.542
- 2016: 25.242
- 2017: 25.532